# Köping Rådhus AB
Köping Rådhus AB är ett svenskt förvaltningsbolag som agerar moderbolag för de verksamheter som Köpings kommun har valt att driva i aktiebolagsform. Bolaget ägs helt av kommunen.

## Bolag
Källa: 
- Köpings Bostadsaktiebolag
  - KBAB Service Aktiebolag
- Köpings Kabel-TV Aktiebolag
- Västra Mälardalens Energi och Miljö AB